# بدر (الأردن)

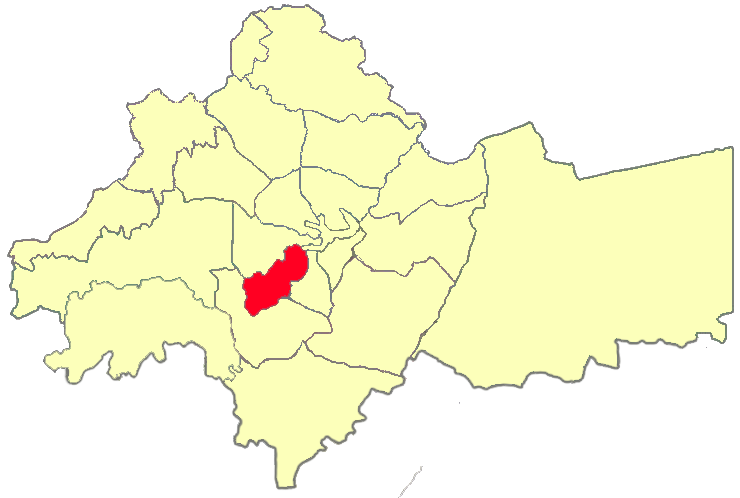

بدر هي إحدى مناطق محافظة عمان، الأردن.